# EC Noroeste
EC Noroeste is een Braziliaanse voetbalclub uit de stad Bauru in de deelstaat São Paulo. De club speelde 37 seizoenen in de hoogste klasse van het Campeonato Paulista, de laatste keer in 2011. 

## Geschiedenis
De club werd opgericht op 1 september 1910, dezelfde dag als Corinthians en werd vernoemd naar een inmiddels niet meer bestaande spoorweg. In 1947 werd de club een profclub en was medeoprichter van de tweede klasse als profcompetitie. Nadat de club in 1953 kampioen werd promoveerden voor het eerst naar de hoogste klasse van het staatskampioenschap. De club eindigde wisselend in bij de laatste paar clubs en de middenmoot. In 1960 werd de club vijfde en in 1966 volgde een degradatie. In 1971 keerde de club terug, maar speelde slechts een bijrol de volgende jaren. De club mocht in 1978 wel eenmalig aantreden in de nationale Série A. De club slaagde erin om zich voor de derde fase van de competitie te plaatsen, waarin ze voorlaatste werden, net voor het grote São Paulo. Twee jaar later mocht de club ook deelnemen aan de Série B, maar werd daar in de eerste ronde uitgeschakeld. Het volgende jaar degradeerde de club terug uit de staatscompetitie. Na een jaar geen profvoetbal keerde de club in 1983 terug in de tweede klasse en kon een jaar later weer de promotie afdwingen. Echter kon de club het behoud niet verzekeren. Na één jaar afwezigheid maakte Noroeste weer zijn rentree. In 1990 mocht de club deelnemen aan de Série C en eindigde samen met Bangu eerste, maar het was Bangu dat naar de tweede ronde ging door een beter doelsaldo. In 1993 volgde een nieuw degradatie en het jaar erop zelfs een tweede degradatie op rij. De club kon na één jaar terugkeren en mocht in 1998 nog eens deelnemen aan de Série C, waar ze de derde fase bereikten en verloren van Brasil de Pelotas. Een jaar later degradeerde de club alweer naar de Série A3. Na twee promoties op rij keerde de club in 2006 terug in de hoogste klasse. Eind 2005 won de club de Copa Paulista, een toernooi voor clubs in de tweede seizoenshelft, die niet in de nationale competitie spelen. Dat leverde een ticket op voor de Copa do Brasil 2006, waar de club verloor in de eerste ronde van 15 de Novembro. Door een knappe vierde plaats in de staatscompetitie mocht de club ook aan de Série C deelnemen, waar ze de derde fase bereikten. Ze mochten ook weer aan de Copa do Brasil 2007 deelnemen en bereikte daar de tweede ronde tegen Figueirense. In de Série C werd de club in de eerste ronde uitgeschakeld. Ook het volgende jaar mocht de club daar deelnemen door een goede plaats in de staatscompetitie en werd nu in de tweede fase uitgeschakeld. In 2009 degradeerde de club terug. Na één seizoen keerden ze terug maar ook nu kon de club het behoud niet verzekeren. Na een nieuwe winst in de Copa Paulista, mocht de club in 2013 opnieuw deelnemen aan de Copa do Brasil en verloor daar van Criciúma. Dat jaar degradeerde de club ook uit de Série A2. In 2014 volgde een tweede degradatie op rij, waardoor de club voor het eerst sinds niet meer in de drie hoogste klassen actief was. Na één jaar promoveerde de club wel weer naar de Série A3. In 2017 kon de club maar net degradatie vermijden na door een beter doelsaldo dan Comercial. In 2022 promoveerde de club naar de Série A2. In 2024 werd de club achtste maar kon in de eindronde wel hoger geplaatste teams verslaan en bereikte de finale, die ze verloren van Velo Clube, dat in de competitie ook maar zevende was geworden. Noroeste verloor de finale maar promoveerde wel terug naar de hoogste klasse. 

## Erelijst
Copa Paulista
2005, 2012

## Bekende ex-spelers
- Ralf de Souza Teles